# Schoutenia (notodontídeos)
Schoutenia (Arctiidae) é um gênero de traça pertencente à família Arctiidae.